# جائزة موزس مندلسون
جائزة موزس مندلسون، (بالألمانية: Moses-Mendelssohn-Preis)، هي جائزة يمنحها مجلس شيوخ ولاية برلين الألمانية. ويتم منحها لأشخاص، أو مجموعات، أو مؤسسات، ساهمت بمجهود مميز في المجال الفكري، الأدبي، أو المجال الفلسفي، أو الديني، أو أدت عملا اجتماعيا تطبيقيا، لتحقيق أو تشجيع التسامح، تجاه الأفكار الأخرى بين الشعوب والأعراق والأديان.
أنشات الجائزة في يوم 6 سبتمبر 1979 بمناسبة ذكرى الميلاد رقم 250 للفيلسوف الألماني اليهودي موزس مندلسون، وذلك باقتراح من «جمعية مندلسون» إلى مجلس شيوخ ولاية برلين. 
وتمنح الجائزة كل عامين، وتبلغ قيمتها المالية عشرة آلاف يورو.

## الحاصلون على الجائزة
- 1980 – باربارا يوست دالمان

- 1982 –إيفا جابريله رايشمان

- 1984 – ليزيلوته فونكه وباربارا جون

- 1986 – السير يهودي مينوهين

- 1988 – هيلين زوتسمان

- 1990 – تيدي كوليك

- 1992 – شارلوته شيفلر وفولفجانج تيرزه

- 1994 – إنجه دويتشكورن وبوسيليكا شيدليش

- 1998 – كورت شارف

- 2000 – إيفان ناجل

- 2002 – أنيتا كاهاني

- 2004 – هيلده شرام

- 2006 – تيم جولديمان

- 2008 – ميشائيل بروكه